# Rodoanel Mário Covas
Rodoanel Governador Mário Covas (SP-21), também conhecido simplesmente como Rodoanel, é um anel rodoviário de 176 quilômetros de extensão que circunda a região central da Grande São Paulo. Construído ao longo de duas décadas (com a conclusão da última etapa prevista para 2026), o Rodoanel conecta todas as 10 rodovias estaduais ou federais que passam pela Grande São Paulo, criando rotas alternativas que evitam, por exemplo, que caminhões vindos do interior do estado com destino ao porto de Santos circulem pelas vias urbanas já congestionadas da região metropolitana.
A rodovia é dividida em 4 trechos, construídos em etapas separadas e operados por duas concessionárias diferentes. O primeiro trecho a ser aberto, o oeste, começou a ser construído em 1998 e foi inaugurado em 2002. O trecho sul foi aberto em 2010, e o leste em 2014. O trecho norte, ainda em construção, deve ser concluído em 2026. Há pedágios na divisa entre cada trecho e na saída para cada uma das rodovias interligadas.
Além da capital paulista, o Rodoanel cruza outras 16 cidades da região metropolitana: Santana de Parnaíba, Barueri, Carapicuíba, Osasco, Cotia, Embu das Artes, Itapecerica da Serra, São Bernardo do Campo, Santo André, Mauá,  Ribeirão Pires, Suzano, Poá, Itaquaquecetuba, Arujá e Guarulhos. É uma rodovia estadual, com a designação SP-21. Seu nome é uma homenagem a Mário Covas, governador do estado de São Paulo falecido durante o exercício do cargo em 2001. As obras do primeiro trecho do Rodoanel tiveram início durante seu governo, em 1998, e terminaram um ano após sua morte.
É prevista como uma rodovia de acesso restrito, com largas faixas vazias ou a serem preenchidas com arvoredos nas proximidades de áreas residenciais no seu entorno visando evitar a ocupação das áreas lindeiras. Não obstante, a simples presença do Rodoanel provocou um intenso movimento de especulação imobiliária nessas regiões.

## História
A ideia de uma via perimetral que circundasse o núcleo central da Região Metropolitana de São Paulo foi vislumbrada por urbanistas e autoridades desde a segunda década do século XX. Um primeiro passo em direção ao projeto chegou a ser dado em 1952, quando a frota automobilística começou a sofrer uma forte expansão nas ruas de toda a Grande São Paulo. O esboço de anel rodoviário acabou dando origem às Marginais urbanas Tietê e Pinheiros. O plano resultou nas avenidas Jacu Pêssego e Fábio Eduardo Ramos Esquivel. Em função da descontinuidade das obras, essas duas vias logo perderam a característica de vias expressas e se tornaram avenidas comuns. Um novo projeto foi feito sete anos mais tarde, com o nome de Grande Anel Rodoviário, mas terminou inviabilizado pela distância da Capital.
Em 1987 teve início a construção da Via Perimetral Metropolitana e, em 1992, foi apresentado um novo projeto com rota similar a do Rodoanel Mário Covas. Esse mesmo traçado, com a modificação do Trecho Norte, que passava ao norte da Serra da Cantareira saiu do papel e virou obra em fins de 1998.
O Rodoanel Mario Covas é um empreendimento que tem como principal objetivo a melhoria da qualidade de vida da Grande São Paulo. Visa a tornar o trânsito da cidade de São Paulo mais ágil, eliminando o tráfego pesado de cargas de passagem e fazendo a ligação de todas as rodovias ao porto de Santos por fora da mancha urbana. Quando totalmente pronto deixará a cidade mais livre para os transportes coletivo e individual.
Será uma rodovia com acesso restrito que contornará a Região Metropolitana num distanciamento de 20 a 30 km do centro do município de São Paulo. A sua extensão total será de aproximadamente 180 km, interligando os grandes corredores de acesso à metrópole: Anhanguera, Bandeirantes, Castelo Branco, Raposo Tavares, Régis Bittencourt, Imigrantes, Anchieta, Ayrton Senna, Dutra e Fernão Dias. O projeto contempla dispositivos e medidas operacionais que visam a reduzir as consequências de acidentes com cargas perigosas, controlando e impedindo a contaminação ambiental. Nos túneis está prevista a implantação de sistemas de ventilação e filtros, facilitando a dissipação dos gases já devidamente filtrados.
A construção do Rodoanel Mário Covas está dividida em quatro trechos: Oeste, entregue em 11 de outubro de 2002, Sul, entregue em 1º de abril de 2010, Leste, entregue em 3 de julho de 2014 e Norte, previsto para 2026. Seu traçado circunda a Região Metropolitana de São Paulo, cruzando setores urbanos e áreas com características rurais. Estudos realizados pelo DERSA antes de 1992 consideraram três alternativas e inúmeras variantes do traçado para o Rodoanel, dentro de um raio de 10 a 40 km de distância do centro da cidade de São Paulo. Essas três alternativas foram avaliadas comparativamente pelo DERSA e confirmaram que os volumes de tráfego a serem canalizados pelo empreendimento dependiam, principalmente, da macro localização do traçado, ou seja, a distância em relação ao centro influi diretamente no volume de tráfego a ser atraído pelo empreendimento, na extensão total do empreendimento e nos tipos de impactos sobre o uso e ocupação do solo onde será implantado.

### Anéis viários antecessores
Anteriormente ao Rodoanel Mário Covas, com o crescimento dos deslocamentos rodoviários, esboçaram-se projetos de anéis viários que conectassem as principais vias e evitassem o deslocamento pelo centro da cidade. O principal deles foi o anel delimitador do Centro expandido da capital. Este anel, inaugurado na década de 1970, também conhecido como minianel viário, é formado pela Marginal Tietê (desde a Ponte do Tatuapé até o Complexo do Cebolão), Marginal Pinheiros (até a Ponte Ari Torres), Avenida dos Bandeirantes, Avenida Afonso d'Escragnolle Taunay, Complexo Viário Maria Maluf, Avenida Presidente Tancredo Neves, Avenida das Juntas Provisórias, viaduto Grande São Paulo, Avenida Luís Inácio de Anhaia Melo e Avenida Salim Farah Maluf até o final, na Ponte do Tatuapé, completando o contorno do Centro expandido. Interligando as dez principais rodovias que chegam à cidade de São Paulo, fazem um formato próximo a uma circunferência, com distância de 5 a 10 km do centro da capital.
O anel serve como delimitante do chamado Centro expandido da capital, onde é válido o rodízio municipal de veículos. Com o passar do tempo, pelo crescimento da cidade, suas avenidas passaram a cortar regiões densamente povoadas. Além do deslocamento interno de veículos, grande parte das vias desse sistema possuem inúmeros cruzamentos e semáforos, o que provocou uma saturação do sistema. À medida em que os trechos do Rodoanel Mário Covas foram sendo liberados ao tráfego, este sistema, por onde ocorria o fluxo de exportação entre o interior do país e o Porto de Santos, bem como entre o Vale do Paraíba e Santos, foi sendo menos utilizado, com a transferência do fluxo para o Rodoanel.

#### Vias integrantes do sistema antecessor (minianel viário) e acessos
- Marginal Tietê (acesso às rodovias Anhanguera, Bandeirantes, Dutra, Fernão Dias e Ayrton Senna)
- Marginal Pinheiros (acesso às rodovias Castelo Branco, Raposo Tavares, Régis Bittencourt)
- Av. dos Bandeirantes; Av. Afonso d'Escragnolle Taunay (acesso à Rodovia dos Imigrantes)
- Complexo Viário Maria Maluf; Av. Presidente Tancredo Neves; Avenida das Juntas Provisórias (acesso à Rodovia Anchieta)
- Viaduto Grande São Paulo; Avenida Luís Inácio de Anhaia Melo; Avenida Salim Farah Maluf (acesso à Marginal Tietê e rodovia Dutra)[4]

## Características
- km 00 - Início da rodovia.
- km 00 - Início do trecho oeste sob concessão da CCR RodoAnel
- km 00 - Acesso à  Estrada Velha de Campinas (via Avenida Raimundo P. Magalhães) (Pedágio)
- km 03 - Acesso à  Bandeirantes (Pedágio)
- km 05 - Polícia Militar Rodoviária
- km 06 - Acesso à  Anhanguera (Pedágio) (Complexo Viário Silvio Santos)
- km 13 - Serviço de Atendimento ao Usuário
- km 14 - Acesso à  Castelo Branco (Pedágio)
- km 16 - Retorno
- km 20 - Acesso a Osasco (Jardim Padroeira) e Carapicuíba (Parque Jandaia) (via Avenida Leonil C. Bortolosso) (Pedágio)
- km 24 - Acesso à  Raposo Tavares (Pedágio)
- km 25,3 - Pedágio unidirecional (pista externa)
- km 29 - Acesso à  Régis Bittencourt
- km 30 - Término do trecho oeste sob concessão da CCR RodoAnel
- km 30 - Início do trecho sul sob concessão da SPMar

km 32 - Baía de carga especiais
km 32,3 - Baía de carga especiais(volta)
- km 36 - Retorno
- km 41 - Retorno
- km 41 - Serviço de Atendimento ao Usuário
- km 49 - Retorno
- km 50 - Pedágio unidirecional (pista interna) (Valor R$ 3,20)
- km 58 - Retorno
- km 59,4 - Ponto de parada - Carga de Produtos Perigosos
- km 63,8 - Monumento símbolo da rodovia
- km 65,1 - Ponto de Parada - Carga de Produtos Perigosos
- km 68 - Serviço de Atendimento ao Usuário
- km 68 - Retorno
- km 68 - Polícia Militar Rodoviária
- km 70+200 - Acesso à  Imigrantes Litoral(Pedágio) (Valor R$ 2,90)
- km 70+300 - Acesso á Imigrantes São Paulo (Valor R$ 3,20)
- km 71+400 - Pedágio (Valor R$ 3,20)
- km 72 - Carga especial
- km 74 - Retorno
- km 74,6 - Carga especiais
- km 75 - Acesso à  Anchieta (Pedágio) (Valor R$ 3,20)
- km 86 - Acesso à Jacu Pêssego (via SPA-86/21) (Pedágio)
- km 86 - Pedágio, alteração de trecho( Sul para Leste ) Valor R$ 3,20 pista externa)
- km 86 - Pista externa a direita saída para Mauá.( Pedágio valor de 3,20 ).( Acesso a  Av Papa João XXIII e Jacu Pêssego.
- km 87 - Pedágio, alteração de trecho ( Leste para Sul ) Valor2,40 pista interna )
- km 87 - Pista interna a direita saída para Mauá.( Pedágio valor de R$ 2,40)( Acesso a  Av Papa João XXIII e Jacu Pêssego
- km 89 - Retorno
- km 98 - Retorno
- km 102 - Serviço de Atendimento ao Usuário, pista externa sentido Rodovia Ayrton Senna e Rodovia Presidente Dutra
- km 105 - Retorno
- km 115 - Acesso de Poá para o Rodoanel na pista interna sentido interior.( Mauá, Anchieta,  Imigrantes, Régis Bittencourt, Raposo Tavares, Castelo Branco,Anhanguera e Bandeirantes.
- km 116 - Acesso de Suzano para o Rodoanel na pista externa sentido Rodovia Ayrton Senna e Rodovia Presidente Dutra
- km 120 - Retorno
- km 120 - Serviço de Atendimento ao Usuário, pista interna sentido Maúa, Anchieta,  Imigrantes, Régis Bittencourt, Raposo Tavares, Castelo Branco,Anhanguera e Bandeirantes.
- km 123 - Acesso à  Rodovia Ayrton Senna (Pedágio) (Valor R$ 2,40)
- km 125 - Retorno.
- km 130 - Acesso à  Via Dutra (Pedágio) (Valor R$ 2,40)
- km 130 - Fim do trecho leste sob concessão da SPMar. ( Acesso a Rodovia Presidente Dutra - a direita sentido Rio de Janeiro e a esquerda sentido São Paulo.

### Rodovias interligadas pelo Rodoanel
| Trecho oeste (2002)       | Trecho sul (2010) | Trecho leste (2014)       | Futuro Trecho norte (2026) | Fonte |
| ------------------------- | ----------------- | ------------------------- | -------------------------- | ----- |
| Estrada Velha de Campinas | Imigrantes        | H. Eroles (unidirecional) | Fernão Dias                | [ 3 ] |
| Bandeirantes              | Anchieta          | Ayrton Senna              | Hélio Smidt                |       |
| Anhanguera                |                   | Dutra                     |                            |       |
| Castelo Branco            |                   |                           |                            |       |
| Raposo Tavares            |                   |                           |                            |       |
| Régis Bittencourt         |                   |                           |                            |       |

### Pedágios

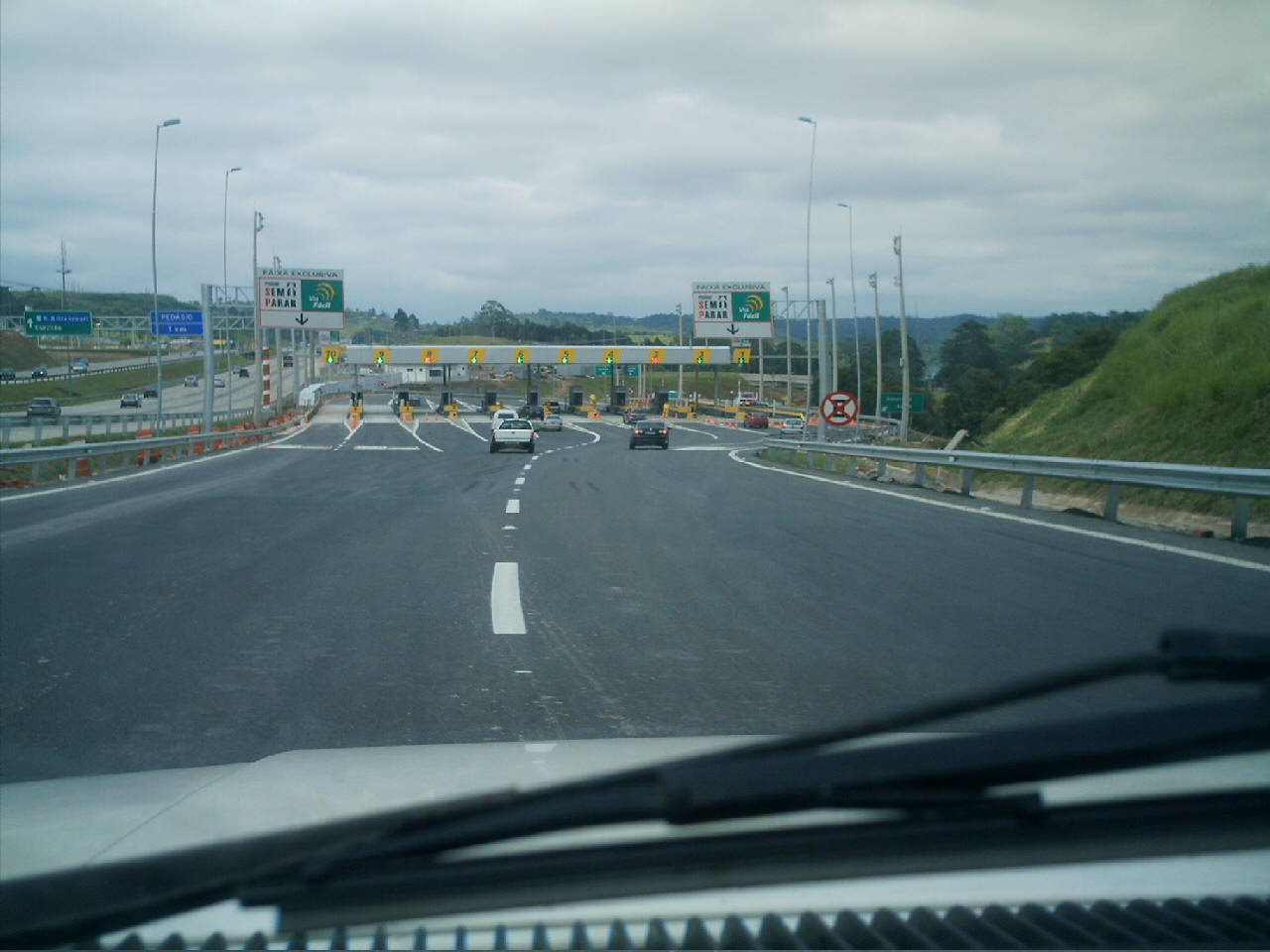
Um dos pedágios do Rodoanel

Desde 17 de dezembro de 2008, o Rodoanel é uma rodovia com pedágio. O sistema de cobrança foi estruturado nas saídas das rodovias atualmente interligadas e nos acessos urbanos. No Trecho Oeste o valor cobrado a partir de 1º de julho de 2010 para veículos de passeio é de R$ 1,50. Desde 24 de agosto de 2011 foi iniciada a cobrança também nas praças do Trecho Sul. Neste trecho o valor é um pouco maior: R$ 2,90 para veículos de passeio e R$ 1,45 para motocicletas.
Os valores de tarifas deverão ser monitorados cuidadosamente pelo Poder Público, se há interesse em reduzir o tráfego de caminhões pelo meio da cidade de São Paulo. Os usuários experimentam a nova opção, mas depois de um tempo passam a fazer os cálculos do que é mais ou menos compensador: se a maior quilometragem somada ao valor da tarifa não compensar o menor tempo de deslocamento, os caminhões continuarão a trafegar pela Avenida dos Bandeirantes, por exemplo. Essa via teve forte redução do tráfego desde que o trecho sul do Rodoanel foi aberto para o tráfego, em 1º de abril de 2010. Mas depois de dois meses voltou a crescer: parte dos veículos pesados que haviam deixado essa via estão de volta.
Uma reportagem da Folha de S.Paulo em junho de 2010, constatou movimento 18% maior de caminhões na avenida em relação ao período pós-inauguração do Rodoanel. A comparação foi entre as 16h e as 17h, em duas segundas-feiras (5 de abril e 12 de abril). Mesmo assim, o fluxo na Bandeirantes está distante daquele de quando o trecho sul não existia. Na ocasião, havia em média 30% mais caminhões. Muitos usuários de veículos pequenos também estão desistindo de usar o Rodoanel por conta dos pedágios e da maior quilometragem na viagem que faz diariamente entre a casa e o trabalho e vice-versa.
Na tarde do dia 9 de janeiro de 2009 a cobrança foi suspensa, pois segundo denúncia apresentada ao juiz Rômulo Russo Júnior, os pedágios estariam sendo cobrados dentro de um raio de 35 km a partir do centro da capital paulista (no Marco Zero), o que seria proibido. A concessionária que administra a Rodovia recorreu da decisão e o pedágio voltou a ser cobrado na noite do dia seguinte.
A CCR RodoAnel possui 13 praças de pedágio instaladas pela extensão do trecho oeste do anel viário Mário Covas e cuja cobrança da tarifa é realizada apenas uma vez a cada viagem, nas saídas da rodovia. Os valores são ajustados anualmente em julho com base na variação do Índice Nacional de Preços ao Consumidor Amplo - IPCA, como estabelecido em contrato com o Governo do Estado de São Paulo. O pagamento do pedágio é revertido em investimento em obras nas estradas e a arrecadação de impostos sobre a tarifa é destinada aos municípios cortados pela rodovia. Em 2012, a CCR RodoAnel fez um repasse de R$ 9 milhões para os 7 municípios pelos quais passa a rodovia.

## Trechos

### Oeste (32 km)

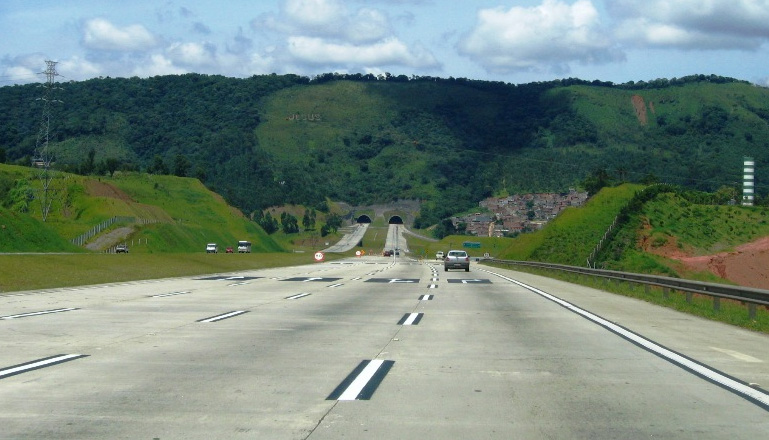
Trecho oeste do Rodoanel, em Barueri

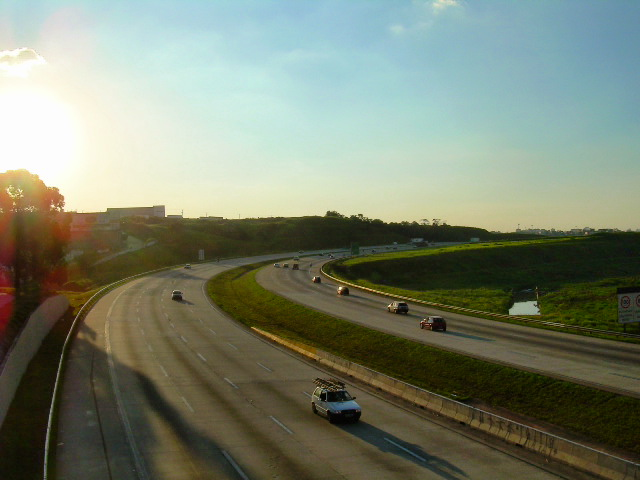
Trecho oeste da rodovia ao entardecer

Inaugurado em 11 de outubro de 2002, este trecho tem 32 km de extensão, indo da Avenida Raimundo Pereira de Magalhães, em Perus, na zona norte de São Paulo até o acesso à Rodovia Régis Bittencourt, no município de Embu das Artes. Corta as rodovias Bandeirantes, Anhanguera, Castelo Branco e Raposo Tavares. Entre a Castelo Branco e Raposo Tavares, há um acesso urbano, na altura do Jardim Padroeira na cidade de Osasco e do Parque Jandaia, na cidade de Carapicuíba.
A obra tem o objetivo de evitar que veículos que queiram se deslocar entre estas rodovias passem pelo trecho final da Marginal Tietê e pela Marginal Pinheiros, além de outras avenidas que cruzam a região oeste da Capital, tais como a Corifeu de Azevedo Marques e a Francisco Morato, entre outras.
Em 11 de março de 2008 ocorreu o leilão de concessão deste trecho do Rodoanel, vencido pelo Consórcio Integração Oeste, composto pela Companhia de Concessões Rodoviárias (CCR) e Equipav, que apresentou a menor tarifa de pedágio (R$ 1,1684, a ser reajustado pelo IPCA em julho). O valor representa um deságio de 61% em relação ao teto estabelecido pelo governo, de R$ 3. Também participaram do leilão:
- o consórcio formado por BRVias, Odebrecht (atual Novonor) e Cibe (proposta de pedágio de R$ 1,2600),
- a consórcio formado por Triunfo e Iberpistas (proposta de pedágio de R$ 2,1799),
- a empreiteira Queiroz Galvão (proposta de pedágio de R$ 2,468),
- a empresa espanhola OHL (proposta de pedágio de R$ 2,2807).[6]

O consórcio pagará R$ 2 bilhões ao Estado pela outorga, em um prazo de dois anos. O contrato prevê investimentos da ordem de R$ 804 milhões ao longo dos trinta anos de concessão, sendo R$ 200 milhões investidos já no primeiro ano. Atualmente, a CCR já administra quatro das cinco rodovias cortadas pelo trecho oeste do Rodoanel. Foi criada a empresa CCR RodoAnel para administrar o trecho, com o início da operação das praças de pedágio ocorrendo em 17 de dezembro de 2008, com o valor de R$ 1,20 para veículos de passeio.

### Sul (57 km)

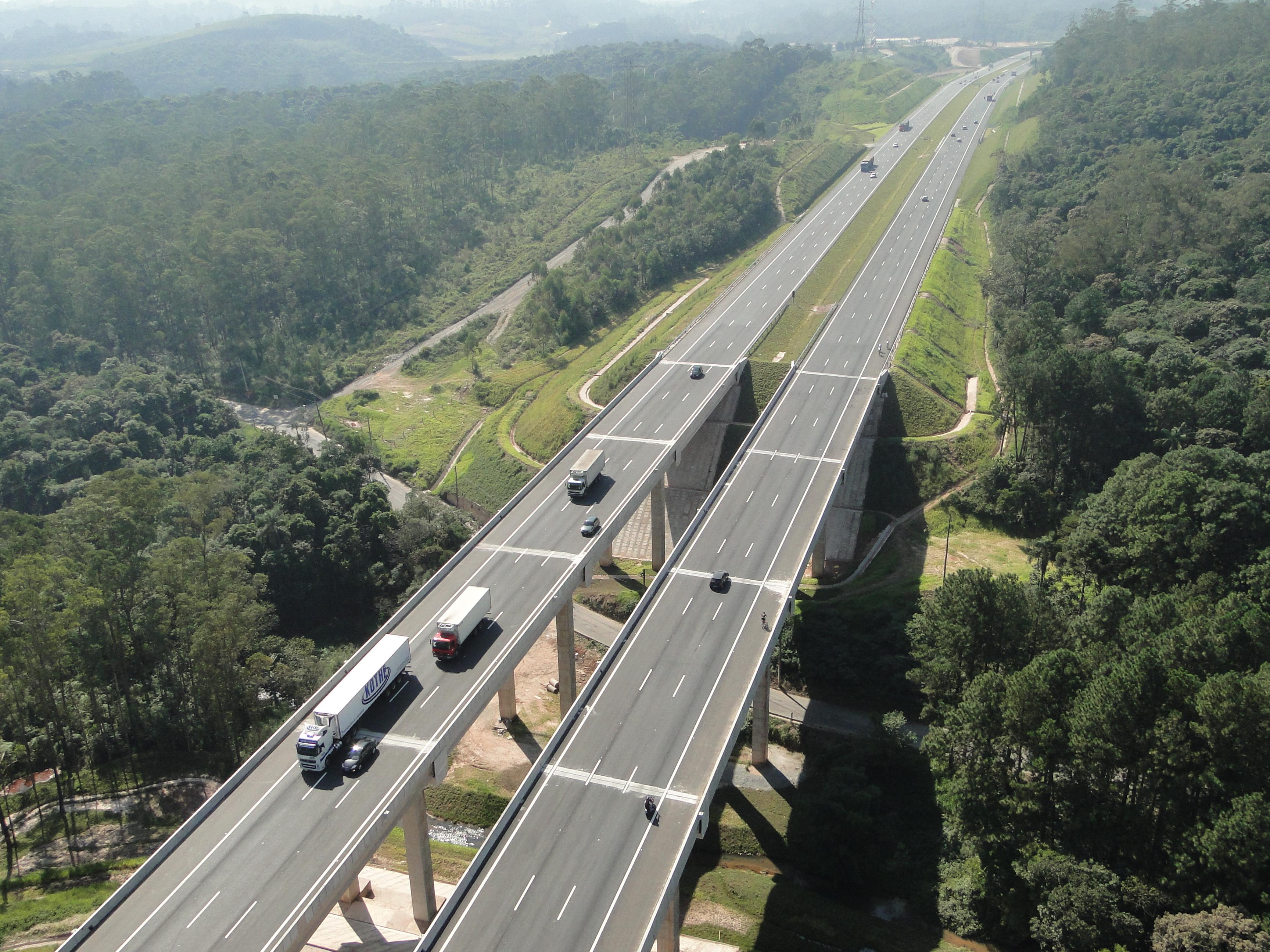
Trecho Sul do Rodoanel.

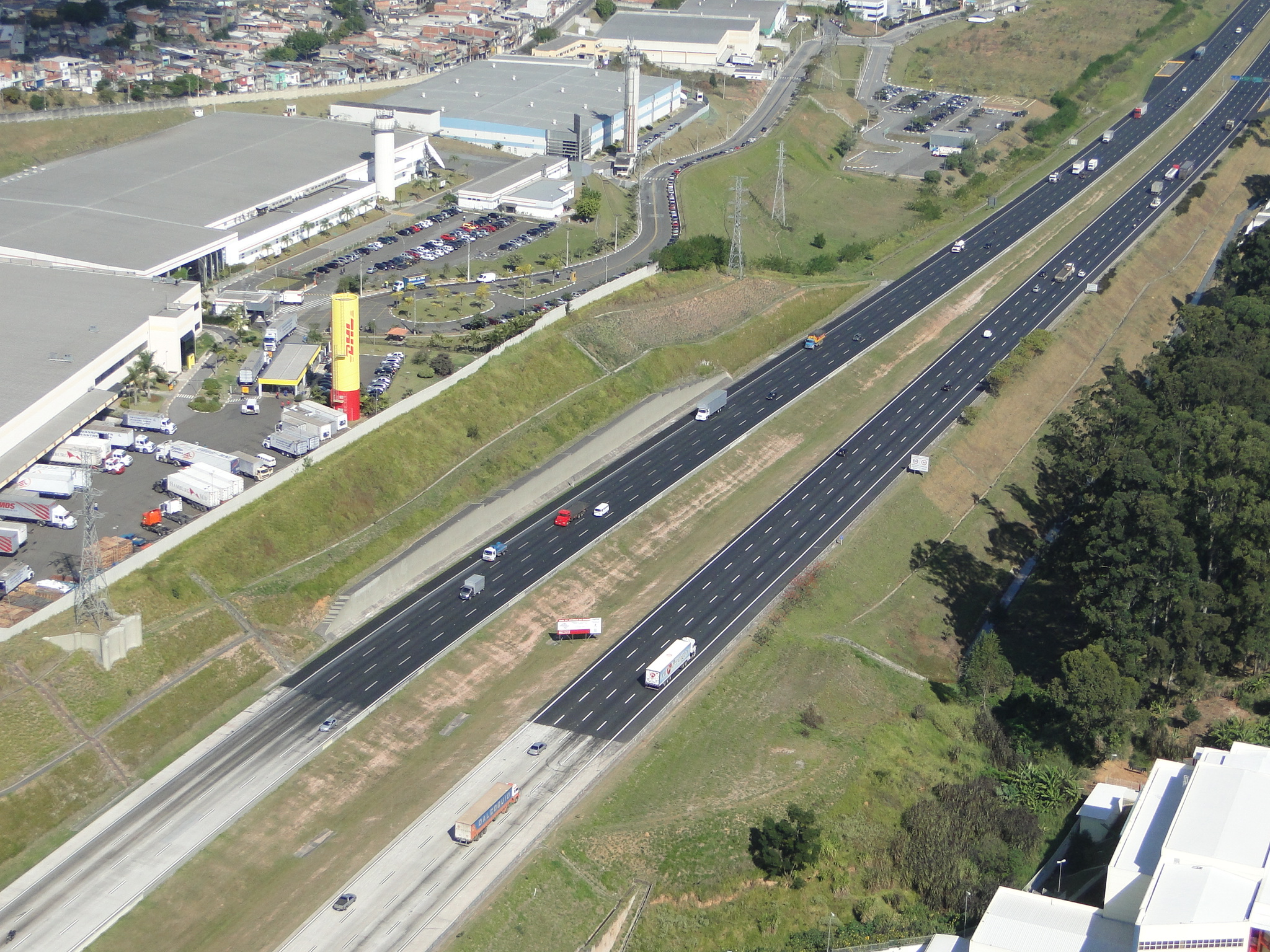
Imagem aérea do Trecho Sul.

Inaugurado em 1º de abril de 2010, o trecho sul do Rodoanel faz a interligação a partir do final do trecho oeste, no trevo da Rodovia Régis Bittencourt, localizado no km 30, passando pelas rodovias Imigrantes e Anchieta e nos municípios de Embu das Artes, Itapecerica da Serra, São Paulo, São Bernardo do Campo, Santo André, Ribeirão Pires, até o km 86, no trevo de acesso à SPA-86/21, via de ligação entre o Rodoanel e a Avenida Papa João XXIII, em Mauá, garantindo acesso ao Complexo Viário Jacu Pêssego que, por sua vez, se estende até à Rodovia Ayrton Senna.
As obras do trecho sul do Rodoanel foram inicialmente programadas para iniciarem em 2003, logo após a conclusão do trecho oeste, com o cronograma prevendo a entrega da circunferência completa em 2008, contudo uma série de contratempos envolvendo a questão ambiental da região onde passaria o traçado, bem como questões políticas que atravancaram o repasse de recursos fizeram com que o contrato de licitação fosse assinado apenas três anos mais tarde. Assim, em 27 de abril de 2006, o DERSA assinou o contrato com os cinco consórcios que venceram a licitação para a execução das obras do trecho sul.
Com extensão de 57 km, o custo total da obra foi orçado na época em R$ 3,46 bilhões. As obras estavam programadas para ser iniciadas em 15 de setembro do mesmo ano, porém apenas em 28 de maio de 2007 a pedra fundamental das obras foi finalmente lançada, com o governador José Serra ligando a primeira máquina que deu início simbólico as obras, em Mauá.
Após 3 anos, o trecho sul foi oficialmente inaugurado em 30 de março de 2010, pelo mesmo governador José Serra. A abertura ao tráfego ocorreu dois dias depois, às 6h40 da manhã do dia 1º de abril de 2010. Sua construção foi importantíssima para aliviar o tráfego de caminhões em 43% na Marginal Pinheiros e 37% dos veículos na Avenida dos Bandeirantes, gargalo até então obrigatório por onde passam todos os que vêm de outras partes do Estado de São Paulo, do Triângulo Mineiro e da Região Centro-Oeste com destino à Baixada Santista. Em 24 de agosto de 2011 foi iniciada a cobrança de pedágio no trecho, a cargo da concessionária SPMar.
Pontes
O trecho sul do rodoanel conta com 10 pontes e 6 viadutos, entre eles, os principais são:
- Ponte Represa Guarapiranga
- Ponte Represa Billings 1
- Ponte Represa Billings 2
- Ponte Represa Billings 5
- Ponte Represa Billings 7[7]

### Leste (43,5 km)
Com 43,5 km, o trecho de 38 km entre Mauá e a Rodovia Ayrton Senna foi inaugurado em 3 de julho de 2014. O trecho restante de 5,5 km entre a Rodovia Ayrton Senna e a Via Dutra inaugurado em 27 de junho de 2015. Serve como ligação entre as rodovias que servem à Baixada Santista com a Rodovia Presidente Dutra, desafogando o tráfego das Avenidas das Juntas Provisórias, Anhaia Melo e Salim Farah Maluf, que passam pelos bairros do Ipiranga, Vila Prudente e Tatuapé em São Paulo. O início das obras foi em 17 de agosto de 2011, e passa pelos municípios de Ribeirão Pires, Mauá, Suzano, Ferraz de Vasconcelos, Poá, Itaquaquecetuba e Arujá.
As obras foram totalmente executadas pela iniciativa privada, por meio da concessionária SPMar, administradora também do trecho sul. O único acesso urbano ao trecho leste do Rodoanel Mário Covas fica entre os municípios de Suzano e Poá, onde existe uma interligação com a SP-66, a Rodovia Henrique Eroles, permitindo somente o acesso ao Rodoanel. Está em projeto alças de entrada e saída do Rodoanel, denominadas de Complexo Viário Rodoanel Alto Tietê, que permitirá acessar a cidade de Suzano.

### Norte (44 km)

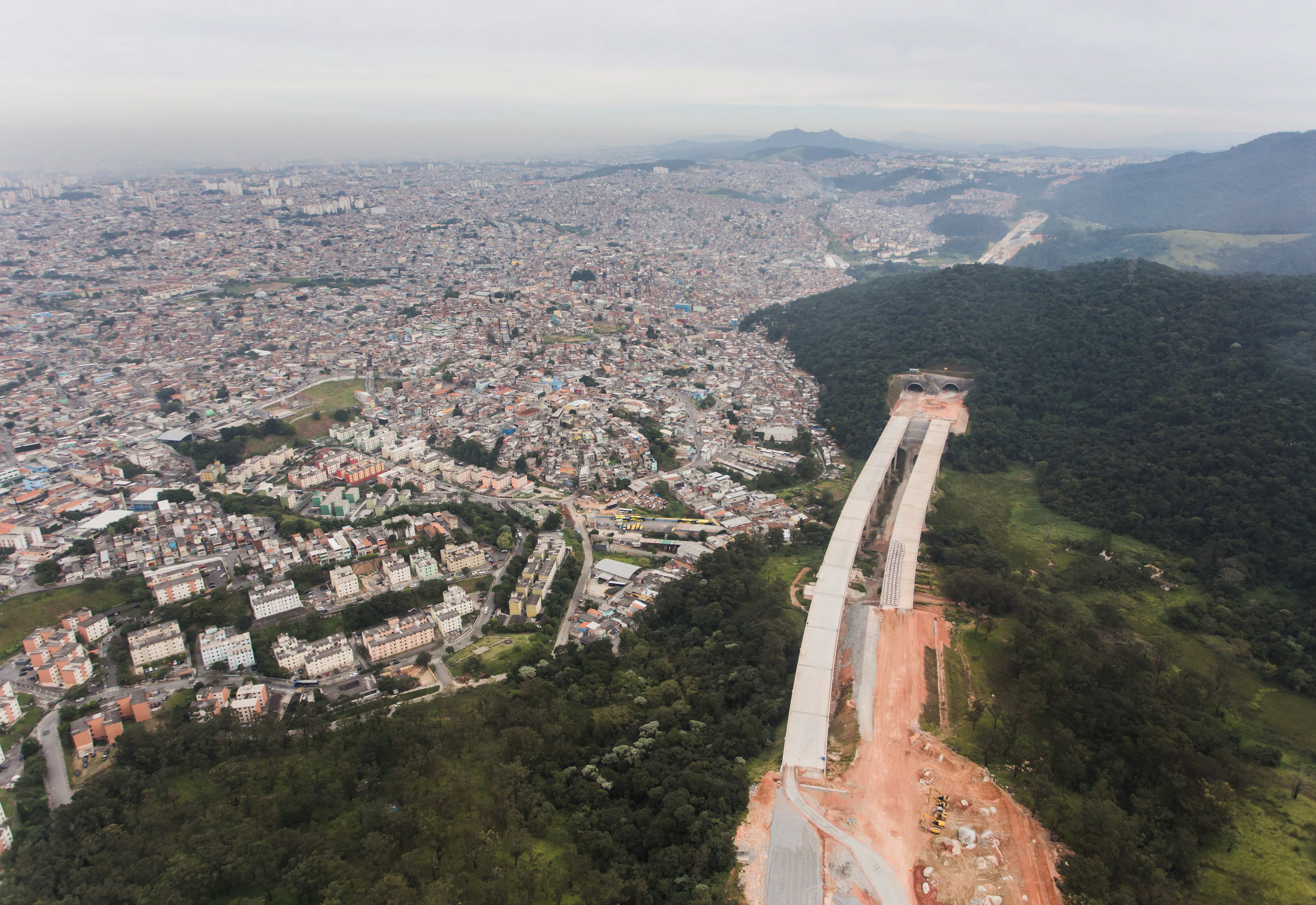
Construção do trecho norte do Rodoanel Mário Covas.

Com as obras iniciadas em 2013, o trecho norte ligará o trecho oeste, desde o entroncamento com a Avenida Raimundo Pereira de Magalhães em Perus, ao trecho leste, na intersecção com a Rodovia Dutra, atravessando os municípios de São Paulo, Guarulhos e Arujá. O trecho prevê acesso à Rodovia Fernão Dias e ligação exclusiva ao Aeroporto de Guarulhos.
Servirá para retirar da Marginal Tietê os veículos que partem de Minas Gerais, do Vale do Paraíba e do Rio de Janeiro para o Sul do país. O trecho norte apresentava, inicialmente, fatores que não sugeriam a sua construção em curto prazo. O primeiro deles dizia respeito à Serra da Cantareira, reserva de Mata Atlântica existente na Zona Norte do município de São Paulo junto aos municípios de Guarulhos, Mairiporã, Franco da Rocha e Caieiras, que teoricamente poderia obrigar a construção a ser elaborada de forma diferenciada, com a presença de vários quilômetros de túneis. Outro fator dizia respeito à Rodovia Dom Pedro I, que liga a Dutra a Campinas, correndo a menos de 50 quilômetros ao norte do local para onde está prevista a construção do ramo. Esta rodovia é considerada subutilizada para a infraestrutura que possui, e já carrega praticamente todo o fluxo que circula de Minas Gerais, Vale do Paraíba e Rio de Janeiro até as regiões oeste e norte de São Paulo. Uma ligação mais eficiente daquelas regiões com a Região Sul do Brasil poderia ser feita através da construção de uma pista nos padrões do Rodoanel entre as rodovias Dom Pedro e Bandeirantes, ou, daquela até o início do tramo oeste do Rodoanel.
Na teoria, correr-se-ia o risco da estrada causar degradação ambiental. Especulava-se que a obra viária pode comprometer o Sistema Cantareira, afetando o abastecimento de água da cidade de São Paulo. Ademais, trata-se de região de preservação ambiental internacionalmente reconhecida pela UNESCO, conhecida como Cinturão Verde de São Paulo.
O Trecho Norte ficou com a licitação atrasada por muito tempo por causa do financiamento do Banco Interamericano de Desenvolvimento (BID) que exigiu várias modificações no edital de licitação e que geraram inúmeros recursos dos concorrentes e questionamentos dos órgãos de auditoria. Em dezembro de 2012, o BID finalmente liberou o primeiro desembolso para o governo paulista para a construção do trecho. A primeira parcela totalizou US$ 3,37 milhões do empréstimo de US$ 1,15 bilhão destinados à obra e, de acordo com nota da Desenvolvimento Rodoviário S/A (DERSA), seria utilizada para ressarcir gastos com o projeto da estrada. Naquele tempo, a previsão para a conclusão das obras foi estipulada para o ano de 2026. Estima-se que pelo Rodoanel Norte passarão diariamente 65 mil veículos sendo 30 mil caminhões.
No dia 10 de janeiro de 2018, a concessionária EcoRodovias venceu o leilão para a administração e manutenção do trecho Norte, por um período de 30 anos, pelo valor de R$ 883 milhões. Em 2019, a gestão de João Doria postergou a retomada das obras para 30 de junho de 2020, o que acabou nunca ocorrendo. Em 17 de julho de 2020, o governo paulista anunciou que a licitação para a construção do trecho norte seria retomada até o fim do ano, e mais tarde a data foi estipulada para agosto.
Em 9 de setembro de 2020, o governador João Doria anunciou a retomada das obras do trecho norte, mas que acabou novamente não ocorrendo.
Em 14 de março de 2023, em leilão realizado na sede da B3 com a participação do governador Tarcísio de Freitas, a proposta da Via Appia Fundo de Infraestrutura e Participações venceu o leilão para concessão do Rodoanel, o projeto prevê a concessão dos serviços públicos de operação, manutenção e realização dos investimentos para a exploração do sistema rodoviário por 31 anos, com R$ 3,4 bilhões previstos em investimento, o projeto deve gerar mais de 15 mil empregos e reduzir a circulação de 18 mil caminhões diariamente dentro da capital.
Em 25 de abril de 2024, foram retomadas as obras do trecho norte, com previsão de inauguração em 2026.

## Controvérsia

### Denúncia de superfaturamento
A execução da obra do Rodoanel, que já consumiu mais de R$ 1 bilhão dos cofres públicos desde 1998, tem sido objeto de várias denúncias de superfaturamento desde 2001, sendo a denúncia mais recente a de 2009, envolvendo a empreiteira Camargo Corrêa, que é objeto de investigações policiais.
| “ | Auditoria realizada pelo Tribunal de Contas da União (TCU) entre janeiro de 2007 e julho de 2008 encontrou indícios de superfaturamento na construção do trecho sul do Rodoanel, em São Paulo, com participação direta da empreiteira Camargo Corrêa, alvo principal da Operação Castelo de Areia, da Polícia Federal. A Procuradoria da República e a PF requisitaram ao órgão detalhes do suposto prejuízo aos cofres públicos causado pela empreiteira, calculado em R$ 39,6 milhões. | ” |